# Menri
| Tibetische Bezeichnung                    |
| ----------------------------------------- |
| Tibetische Schrift: སྨན་རི                  |
| Wylie-Transliteration: sman ri            |
| Aussprache in IPA: [mɛ̃ri]                 |
| Offizielle Transkription der VRCh: Mainri |
| THDL-Transkription: Menri                 |
| Andere Schreibweisen: Mänri               |
| Chinesische Bezeichnung                   |
| Traditionell: 曼日寺                      |
| Vereinfacht: 曼日寺                       |
| Pinyin:Mànrì Sì                           |

Menri (tibetisch སམན་རི་ Wylie sman ri, ‚Medizinberg‘) das Hauptkloster der Bön-Schule, liegt im Kreis Namling der Stadt Xigazê im Autonomen Gebiet Tibet der Volksrepublik China. Es befindet sich also in Zentraltibet in einem Seitental des Yarlung Zangbo (Brahmaputra) etwas oberhalb des Nebenflusses Gungchu, etwa in der Mitte zwischen der Stadt Lhasa und dem Stadtbezirk Samzhubzê. In den Bergen der Umgebung ist eine Vielzahl von Medizinpflanzen und Heilquellen zu finden, daher der Name „Medizin-Berg“ Menri.

## Geschichte
Die Gründung dieses wichtigsten Bön-Klosters in Zentraltibet geht auf das Jahr 1072 zurück, als das Bön-Kloster Ensakha, welches eine berühmte Schule der Bön-Disputationskunst beherbergte, gegründet wurde. 1386 wurde dieses durch Hochwasser zerstört und etwas weiter vom Wasserlauf entfernt durch Abt Nyammed Sherab Gyeltshen (1356–1415) unter dem Namen Menri 1405 wiedererbaut. Als traditionell bedeutsamstes Kloster der Bön-Schule war der jeweilige Abt von Menri zugleich eine Art geistliches Oberhaupt des Bön. 1959 wurde das Kloster im Zuge der Besetzung Tibets durch rotchinesische Truppen völlig zerstört und die Mönche flüchteten nach Indien, darunter auch der damalige 32. Abt von Menri, Shenrab Lodro (1935–1963).
Einer der Führer der Klosterschule von Menri, Lopön Tenzin Namdak Rinpoche (im Westen auch als „Lopön Rinpoche“ bekanntgeworden), flüchtete in den unwegsamen Norden der Provinz Tsang, von wo er 1960 nach Indien zu gelangen versuchte. Er wurde dabei zwar verwundet und gefangen genommen, konnte jedoch nach zehnmonatigem Gefängnisaufenthalt nach Nepal ausreisen und 1967 mit Unterstützung des Christian Relief Service in der Nähe der Stadt Solan (Nordindien) in der tibetischen Siedlung Dolanji ein neues Kloster unter dem Namen Menri errichten.
Der seit 1969 regierende 33. Abt von Menri, Lungtok Tenpai Nyima Rinpoche, steht dort einer Gemeinschaft von derzeit ca. 350 Bön-Mönchen vor. 1978 wurde eine Studienanstalt (Yungdrung Bon Shedrup Lopnyer Dude) für Bön-Lamas errichtet, welche in einem neunjährigen Studiengang den Grad eines Geshe (etwa vergleichbar einem Doktor der Theologie) verleiht.
Mittlerweile ist auch das ursprüngliche Kloster Menri nach den Zerstörungen von 1959 und den Verwüstungen während der Kulturrevolution teilweise wieder aufgebaut worden. Derzeit leben rund 50 Mönche im Klosterkomplex (vor 1959 rund 400–500 Mönche). Seinerzeit waren dem Kloster Menri ca. 250 Nebenklöster unterstellt, welche 1959 fast zur Gänze zerstört wurden. Nur im nahegelegenen Kloster Yungdrung Ling gibt es inzwischen wieder eine größere Mönchsgemeinschaft.

## Anlage
Im dreigeschoßigen Hauptbau des Klosters befindet sich im ersten Stock der Dukhang, der zentrale Versammlungsraum, im zweiten die Bibliothek des Klosters. Im Sanktuarium des Dukhang ist besonders der aus vergoldetem Kupfer gefertigte Reliquien-Stupa des Wiedererbauers des Klosters, Shenrab Gyeltshen, welcher von Reliquien-Stupas zweier anderer bedeutender Äbte – Sönam Lodrö und Thadräl Sögyel – flankiert wird, sehenswert. Weiterhin findet sich hier eine „sprechende Statue“ Tazi Künzangs, welche aus dem Paradies hierher gebracht worden sein soll.
Den seitlich gelegenen Gönkhang (Tempel der Schutzgottheiten des Klosters) dominiert eine Darstellung von Takla Mebar (stag la me 'bar), einer Schutzgottheit des Bön. Daneben wurden auch die dreistöckige Residenz des Abtes sowie ein Gebäude für die philosophische Fakultät der Klosteruniversität instand gesetzt.
Das Kloster steht auf der Liste der Denkmäler des Autonomen Gebiets Tibet.